# Hylaeus monticola
Hylaeus monticola är en biart som beskrevs av John Colburn Bridwell 1919. Hylaeus monticola ingår i släktet citronbin, och familjen korttungebin. Inga underarter finns listade i Catalogue of Life.